# Titularbistum Aquae in Byzacena
Aquae in Byzacena (ital.: Acque di Bizacena) ist ein Titularbistum der römisch-katholischen Kirche.
Es geht zurück auf einen untergegangenen Bischofssitz in der gleichnamigen antiken Stadt, die in der römischen Provinz Byzacena lag.
| Titularbischöfe von Aquae in Byzacena |                                                |                                                 |                    |                  |
| Nr.                                   | Name                                           | Amt                                             | von                | bis              |
| 1                                     | Hendrick Joseph Cornelius Maria de Cocq SS.CC. | Apostolischer Vikar der Cookinseln (Cookinseln) | 10. Februar 1964   | 21. Juni 1966    |
| 2                                     | Livio Reginaldo Fischione OFMCap               | Apostolischer Vikar von Riohacha (Kolumbien)    | 29. September 1966 | 11. Juni 2009    |
| 3                                     | Milton Kenan Júnior                            | Weihbischof in São Paulo (Brasilien)            | 28. Oktober 2009   | 5. November 2014 |
| 4                                     | Jorge Martín Torres Carbonell                  | Weihbischof in Lomas de Zamora (Argentinien)    | 21. November 2014  | 30. Juni 2020    |
| 5                                     | Nikolai Gennadijewitsch Dubinin                | Weihbischof in Moskau (Argentinien)             | 30. Juli 2020      |                  |